# カナダ館 (エプコット)
カナダ館（カナダ・パビリオン、Canada Pavilion）は、アメリカ合衆国フロリダ州のウォルト・ディズニー・ワールド・リゾートにあるディズニーパーク「エプコット」のワールド・ショーケースの一部である。パビリオンは、イギリス館とフューチャーワールドの間に位置している。

## 配置
カナダ館の建物はカナダの首都オタワにある有名な老舗ホテル、シャトー・ローリエ（Chateau Laurier）をモデルにしている。建物の前には、ブリティッシュ・コロンビア州の公園をイメージした庭園が広がっており、三本のトーテムポールが立っている。

## アトラクションとサービス

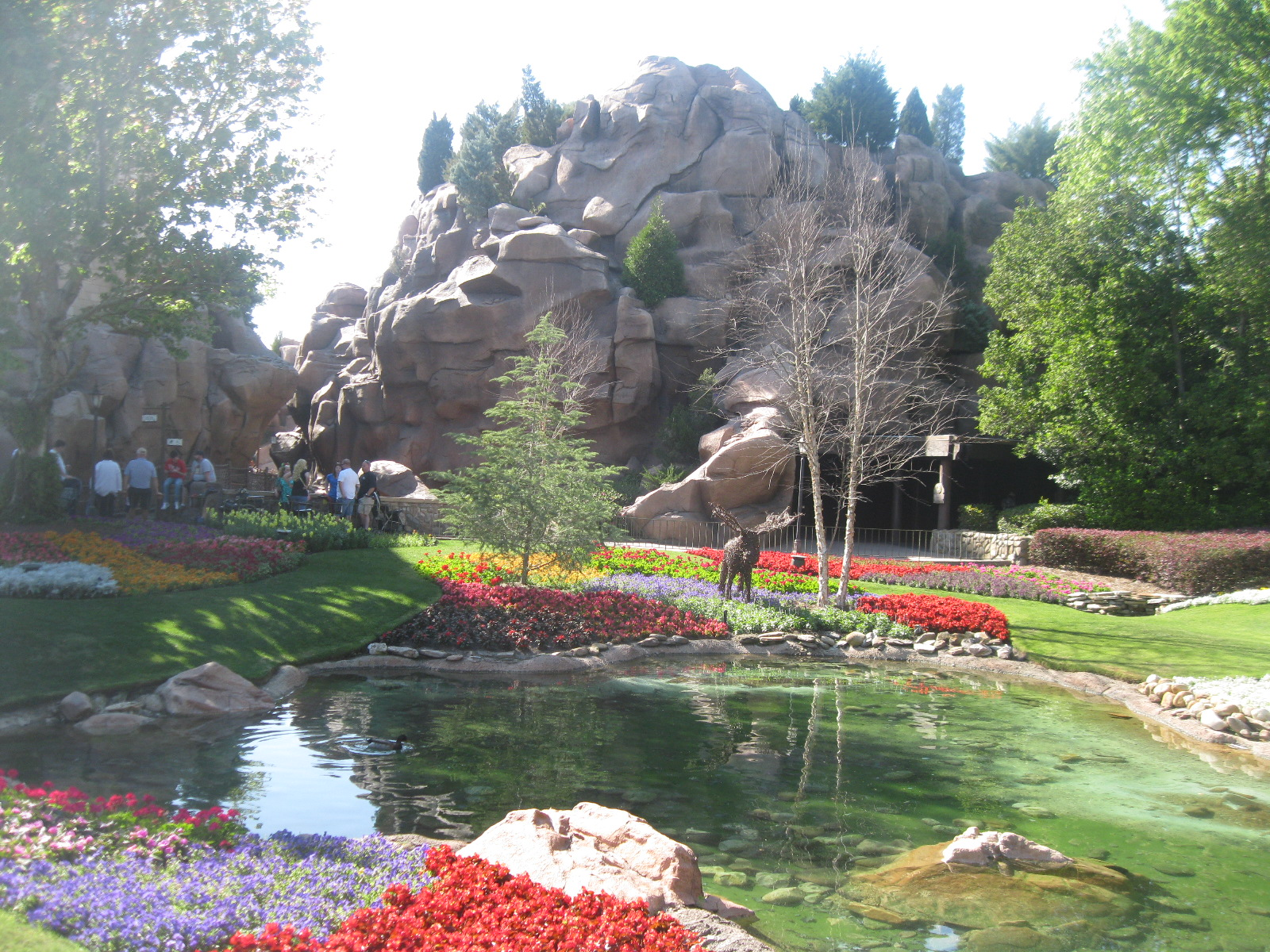
庭園

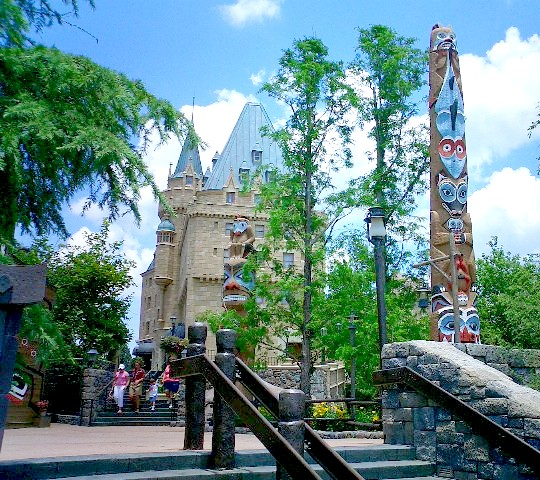
トーテムポールとシャトーローリエ

### アトラクション
- カナダ・ファー・アンド・ワイド （Canada Far and Wide）: 360度のサークルビジョンでロッキー山脈やナイアガラの滝などカナダの雄大な自然や景色を紹介するアトラクション。オー・カナダ！（O CANADA!）をリニューアルする形で2020年1月17日にオープン[1]。

### レストラン
- ル・スリエール・ステーキハウス（Le Cellier Steakhouse）: テーブルサービスのステーキレストラン。

### ショッピング
- ノースウェスト・メルカンタイル（Northwest Mercantile）
- ワールド・カート（The Wood Cart）

### キャラクター・グリーティング
- チップとデール